# El gorro frigio
Este artículo trata sobre la obra de teatro. Para el símbolo y prenda, véase: Gorro frigio.
El gorro frigio es un sainete lírico en un acto con música de Manuel Nieto y libreto de Félix Limendoux y Celso Lucio. El esquema literario se hizo muy popular como había ocurrido dos años antes con la zarzuela La Gran Vía. Se estrenó el 17 de octubre de 1888 en el Teatro Eslava de Madrid.

## Contexto histórico
Con los cambios políticos de las últimas décadas del siglo XIX evolucionaba también la sociedad y sus gustos. El género musical llamado zarzuela tuvo que adaptarse a las corrientes del momento y aceptar una reforma que salió a la luz en la década de los 80 con el llamado «género chico». Al género chico correspondían aquellas obras de menor duración pero el apelativo no implicaba menor calidad: podía ser género chico bueno o malo.
Los empresarios de teatro fomentaron este género cuando empezaron a vislumbrar una crisis en la zarzuela grande y falta de público sobre todo por razones económicas. El primero que se lanzó al nuevo sistema fue el empresario del teatro Apolo fomentando las obras breves o género chico y facilitando al público su asistencia pudiendo elegir entre ver una representación o dos, o tres o toda la sesión.
El sistema se conoció como «teatro por horas» y tuvo un éxito enorme. De común acuerdo entre los empresarios se dejó para el final la obra más importante; en el teatro Apolo se daban cuatro funciones y de ahí viene el dicho «la cuarta de Apolo», —la cuarta función— para referirse a la zarzuela o sainete de mayor interés en ese momento.
Si la obra representada estaba ambientada en su momento actual, los personajes iban vestidos a la moda de esos años. Hasta el estreno de El Gorro frigio la vestimenta de los chulos madrileños consistía en una chaquetilla corta y una gorra o parpusa. En esta obra el chulo salía a escena con una chaqueta y sombrero hongo que era el traje utilizado por el obrero medio del Madrid de aquellos años.

## La obra

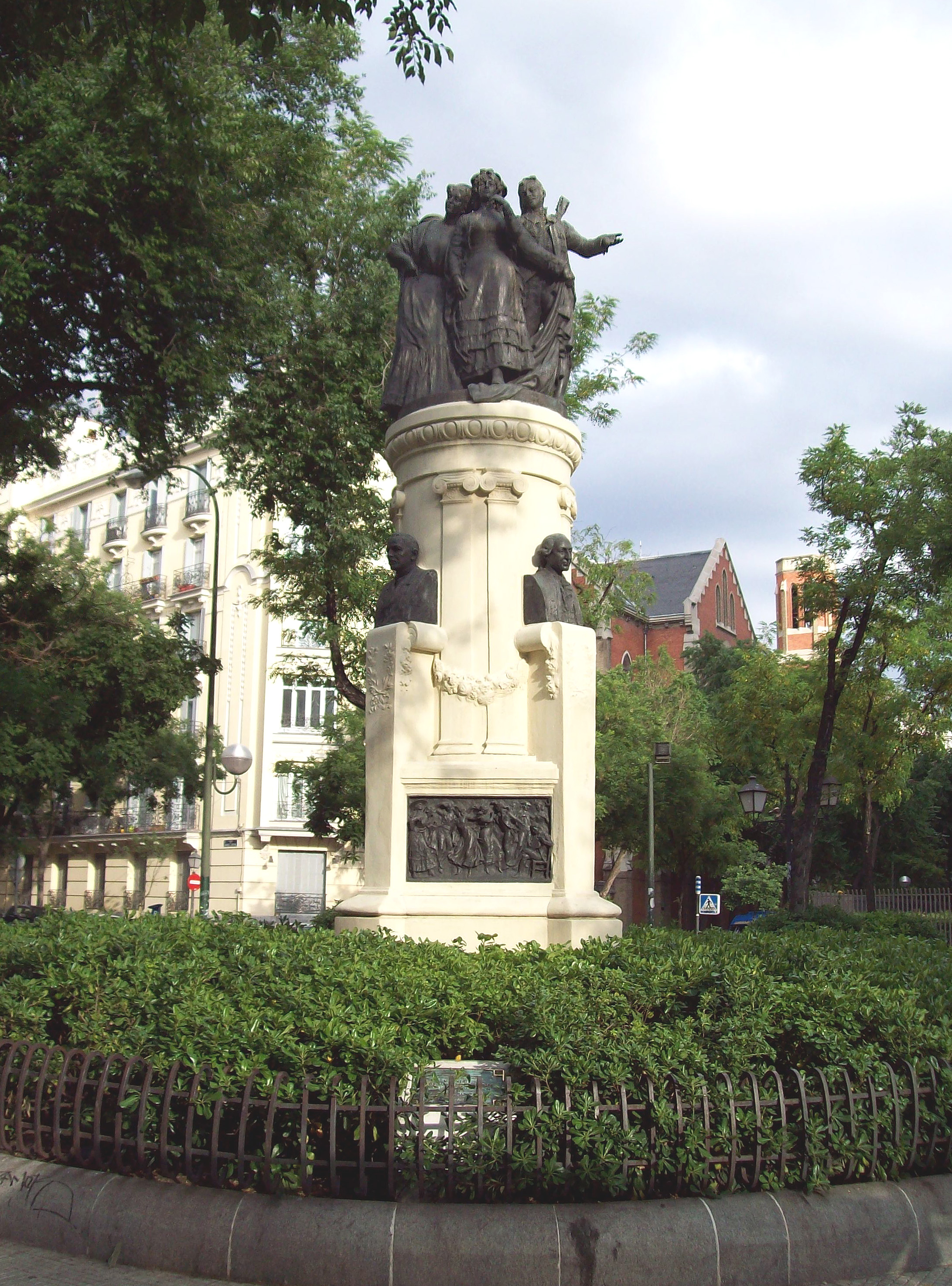
Homenaje a los saineteros madrileños.

Es un sainete al puro estilo tradicional —de hecho uno de los dos libretistas, Celso Lucio era un colaborador habitual de Arniches, especialista en el género—. El engranaje consistía en lanzar continuamente chistes, ocurrencias, situaciones y expresiones chulescas que estaban muy de moda y que siempre esos elementos eran bien recibidos por un público dispuesto a divertirse. Los números musicales, pegadizos pero no vulgares contribuyeron al éxito desde la misma noche del estreno —los autores salieron cinco veces al escenario a requerimiento del público— y durante las doscientas y pico representaciones que se dieron seguidas.
La partitura manuscrita TL-971 y otra reducida y adaptada para canto y piano se guardan en el archivo de la SGAE de Madrid.
Orquestación
Flautín, flauta, oboe, dos clarinetes, dos fagots, dos trompas, dos cornetines, dos trombones, figle, timbales, caja, bombo y cuerda.
Números musicales
- Preludio
- Vaya una copita (barcarola)
- Paseando una mañana (habanera)
- Soy el mejor trompeta (canción)
- Soy Pura la buñolera (cuarteto)
- Ustedes dirán si sale el papel (final)

Personajes y reparto en su estreno
- Bailarina, Cándida Folgado
- Corneta, Cándida Folgado
- Pura "La Buñolera", Cándida Folgado
- La mamá, Concepción Baeza (tiple)
- La niña, María García
- García, Larra
- "El Manitas", Emilio Carreras (tenor cómico)
- ''El Orejas'', Galán
- Un Conspirador, Emilio Carreras (tenor cómico)
- Amigo 1º, Antonio Riquelme (actor)
- Amigo 2º, Enrique Lacasa
- El autor, Jesús Navarro
- Antúnez, Olona
- Martínez, Campos
- El delegado, Zaldívar
- Dos policías

## Argumento
La acción trascurre en la redacción de un periódico de ideas republicanas que se llama El gorro frigio. Al parecer, en los últimos días una serie de artículos habían ido caldeando el ambiente y fomentando el descontento de muchos por lo que Evaristo Canales, el director, decidió quitarse de la vista. Los dos redactores Antúnez y Martínez acuerdan salir en su búsqueda y para que el periódico no quede desatendido dejan al mando a García que no es sino un contertulio de la redacción. La acción y los números musicales comienzan cuando van llegando al periódico diferentes personajes cada uno con sus problemas o protestas. Se presenta en primer lugar un intrigante que interpreta los artículos a su modo creyendo que hay una llamada a la revolución y ofreciendo en consecuencia hombres y armas para la causa. Después aparece una bailarina fingiendo ser italiana, muy agradecida a las críticas recibidas; como italiana canta una barcarola pero al descubrirse que es madrileña y que había estado en Cuba en alguna ocasión, canta la célebre habanera Paseando una mañana (o La mulata Trinidad). Fue el número cumbre de la obra, interpretado en muchos repertorios de cantantes famosas a lo largo del siglo XX.
Tras la bailarina llegan con  sus reclamaciones los amigos de un diputado; un autor de teatro ofendido por una crítica; un soldado andaluz borracho; una madre con una hija de pocas luces que ofrece habitaciones para alquilar. Los últimos visitantes son una madrileña de rompe y rasga llamada la Pura, dueña de una buñolería, acompañada de dos chulos, el Manitas y el Orejas. Están muy enfadados porque el periódico publicó la noticia de que en el establecimiento habían tenido una bronca grave. A punto de terminarse el sainete llega el comisario de policía y se lleva preso a García. Finalmente todo se aclara, García recupera la libertad, los redactores declaran lo ocurrido, el director se fuga y el periódico es clausurado.